# Сазре (Алье)
Сазре́ (фр. Sazeret) — коммуна во Франции, находится в регионе Овернь. Департамент коммуны — Алье. Входит в состав кантона Монмаро. Округ коммуны — Монлюсон.
Код INSEE коммуны — 03270.

## Население
Население коммуны на 2008 год составляло 155 человек.
| 1962 | 1968 | 1975 | 1982 | 1990 | 1999 | 2008 |
| ---- | ---- | ---- | ---- | ---- | ---- | ---- |
| 223  | 261  | 228  | 188  | 153  | 149  | 155  |

## Экономика
В 2007 году среди 105 человек в трудоспособном возрасте (15—64 лет) 84 были экономически активными, 21 — неактивными (показатель активности — 80,0 %, в 1999 году было 74,7 %). Из 84 активных работали 81 человек (50 мужчин и 31 женщина), безработными были 3 женщины. Среди 21 неактивных 8 человек были учащимися или студентами, 4 — пенсионерами, 9 были неактивными по другим причинам.

## Достопримечательности
- Церковь Сен-Лоран XII—XIII веков. Исторический памятник с 11 марта 1935 года.
- Замок Сазре XV—XVI веков